# Зиновьев, Николай Алексеевич
Николай Алексеевич Зиновьев (1839—1917) — русский государственный деятель. Сенатор (1903).

## Биография
Сын профессора А. З. Зиновьева; родился 17 (29) сентября 1839 года.
Окончил Лазаревский институт восточных языков и Константиновский межевой институт. Затем в течение двух лет был за границей.
Управляющий конторой Министерства государственных имуществ в Виленской губернии (1876). В 1882—1884 Сувалкский, в 1884—1887 Петроковский, в 1887—1893 Тульский, в 1901—1902 Могилевский губернатор.
Директор хозяйственного департамента МВД (1901). В 1902—1904 гг. был товарищем министерства внутренних дел при Плеве, заведовал делами местного хозяйства. В этой должности провел реформу городового управления города Петербурга (закон 1903 г.); ревизовал земские учреждения Московской и Курской губерний, отметив при этом опасность, представляемую третьим элементом.
С 1904 года — член Государственного совета. Действительный тайный советник (1906).
Умер 28 марта (10 апреля) 1917 года.

## Награды

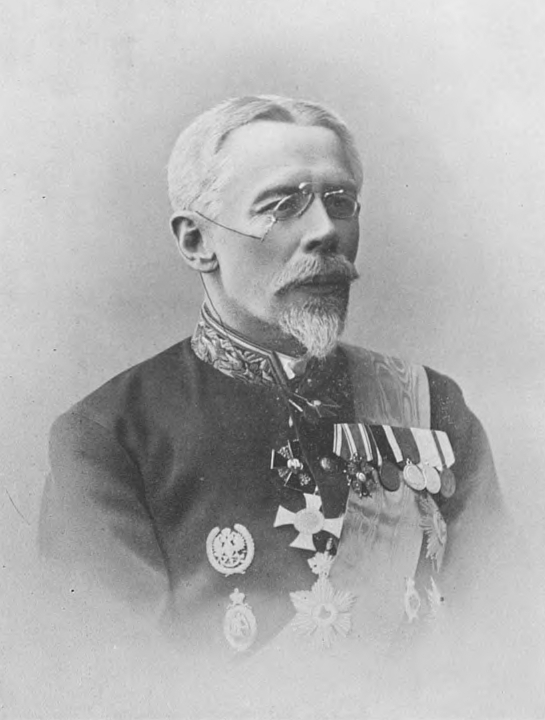
Николай Алексеевич Зиновьев

## Семья
Жена — Мария Ивановна Зиновьева, урожд.Скворцова (1849-?). Дочери:
- Надежда (1870—1942), замужем за смоленским вице-губернатором В. Ю. Фере.
- Любовь (12.01.1875-?), пианистка.
- Вера (в зам. Охотникова) (23.11.1884-?)
- Мария (в зам. Красовская)(22.12.1885-?)

Внучка:
- Вера Михайловна Красовская (1915—1999) — историк балета.